# معسكر قاعدة المريخ

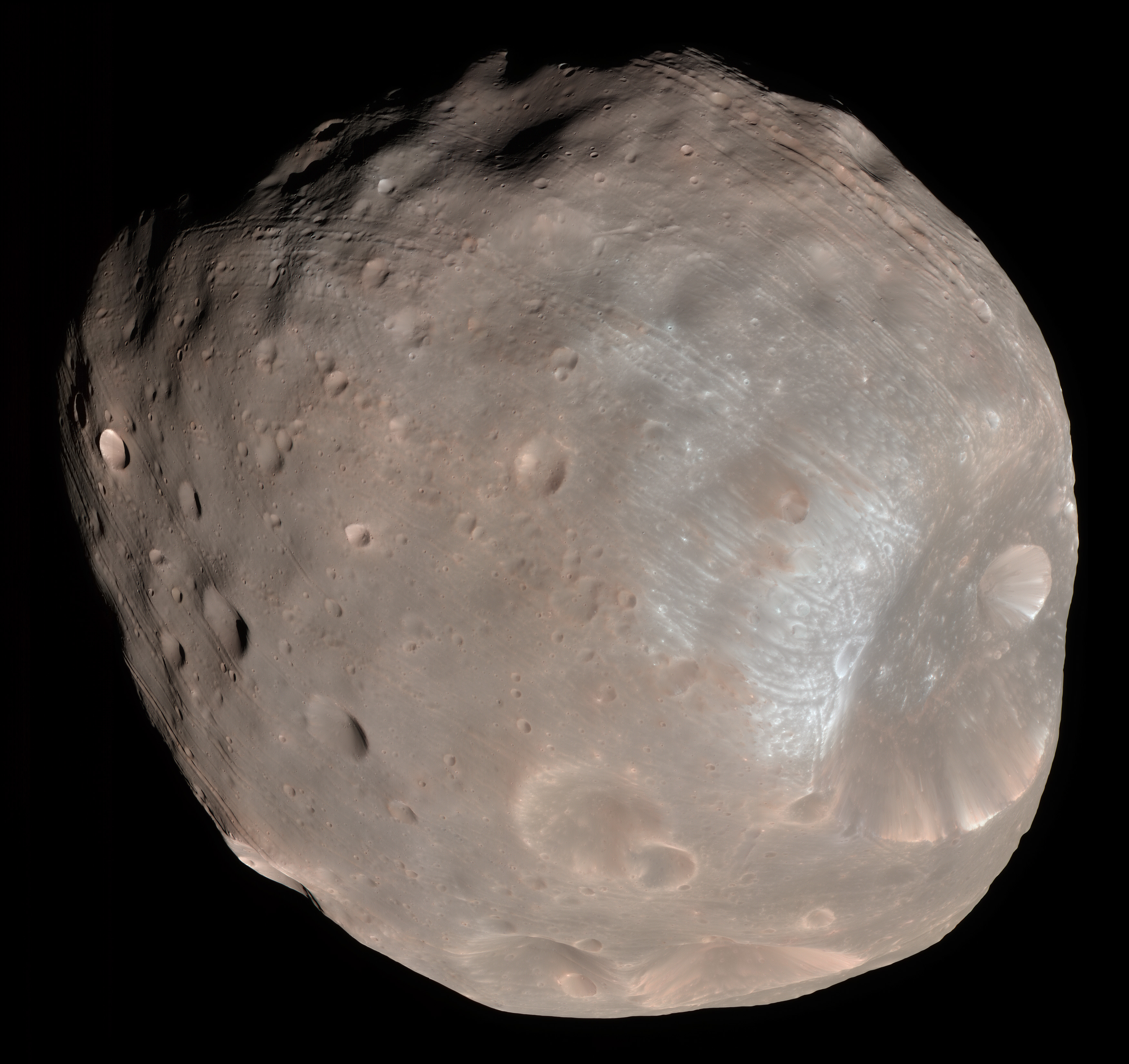

معسكر قاعدة المريخ (بالإنجليزية: Mars Base Camp)‏، ويُختصر إلى «إم بي سي»، وهو تصور لا يزال قيد الدراسة لمختبر مداري مأهول يدور حول كوكب المريخ، وكُلفت وكالة ناسا بقيادة هذه المهمة من شركة لوكهيد مارتن في الولايات المتحدة. سيعتمد تصميم هذا المختبر على تصاميم تصورية مستقبلية مع تصاميم أخرى أُثبتت كفاءتها بالإضافة إلى تصميم مركبة أوريون المأهولة متعددة الأغراض، والمُصممة أيضًا بواسطة شركة لوكهيد مارتن.
يُقتَرح تصور معسكر قاعدة المريخ إلى وكالة ناسا باعتباره نسخةً ممكنةً من مركبة النقل الفضائي العميق، وهي مركبة فضائية مأهولة بين كوكبية بغرض دعم البعثات الاستكشافية العلمية إلى كوكب المريخ لمدة تصل إلى 1000 يوم. سيكون هذا المختبر جزءًا من معمارية أكبر تضم محطة البوابة القمرية الفضائية. كانت مركبة النقل الفضائي العميق عبارةً عن تصور قيد الدراسة حتى أبريل عام 2018، ولم تقترح وكالة ناسا هذه المهمة بشكل رسمي في دورة ميزانية الحكومة الفيدرالية الأمريكية السنوية.
سيهدف هذا المختبر إلى تنفيذ تجارب الزمن الحقيقي العلمية الروبوتية عن بُعد، في مداره حول المريخ، وعلى سطح قمريه ديموس وفوبوس، وسيكون بمثابة أرضية اختبار لتحضير البشر للسفر إلى سطح المريخ في البعثات المستقبلية.

## تاريخ
نُشر هذا التصور في مايو عام 2016 بواسطة شركة لوكهيد مارتن، وكان عبارة عن تصميم لمركبة فضائية لحمل البشر إلى مدار حول كوكب المريخ وتنفيذ عدد من العمليات في هذا المدار المريخي. سيستغل معسكر قاعدة المريخ العديد من التقنيات الخاصة بوكالة ناسا في التطوير، أو الطموحات التقنية الموجودة خلال العقد 2010.
حُدثَت الخطة في سبتمبر عام 2017، بما يشمل تصور لمكوك مأهول قابل لإعادة الاستخدام باسم مركبة الصعود والهبوط للمريخ (مادف)، والتي ستربط بين سطح المريخ ومحطة إم بي سي الفضائية للكوكب.

## المركبة
يضع معسكر قاعدة المريخ خارطة طريق تقنية مقترحة لدعم الخطط الاستكشافية «من القمر إلى المريخ» الخاصة بناسا من خلال مركبة النقل الفضائي العميق والبوابة القمرية. فيما يلي الأنظمة والوحدات الخاصة بالمعسكر:
مركبة أوريون المأهولة متعددة الأغراض، وهي مركبة القيادة والتحكم وتعتبر قلب المركبة الفضائية المدارية للمعسكر، إذ تضم أنظمة الملاحة الهامة، وأنظمة الاتصالات وأنظمة دعم الحياة للمهمات الممتدة.
- المصفوفات الشمسية، لتوليد الطاقة الكهربية اللازمة لتشغيل المركبة الفضائية ومحركات الدفع الكهربائي بالطاقة الشمسية.
- أجهزة المشعاع، لتنظيم حرارة الإلكترونيات وأماكن سكن الطاقم.
- مرحلة الدفع بالوقود المُبرَّد، لتزويد المركبة بقوة الدفع اللازمة عند تشغيل المحركات للدخول في المسار المتجه إلى المريخ من القمر. وعلاوةً على ذلك، ستضيف مرحلة الدفع للمركبة القدرة على المناورة من خلال دوافع النبضات لتتمكن من الاقتراب من ديموس وفوبوس. وفي أثناء هذه المهام، ستنقل مرحلة الدفع بالوقود المُبرَّد المركبة أوريون، ووحدة الخدمة، ووحدة الاقتراب من القمرين بغرض توصيل رواد الفضاء العلماء إلى سطحي هذين القمرين.
- المختبر، وهو يضم المعدات العلمية، وأدوات تحليل العينات، ومحطات العمل الخاصة بالتحكم عن بُعد في المركبات الجوالة والطائرات الروبوتية على السطح المريخي.
- المسكن، لتوفير أماكن سكن إضافية لأفراد الطاقم، بالإضافة إلى توفير مخزنًا للمستهلكات، وللحماية من الإشعاع، وتوفير معدات التدريب البدني.
- مركبة الصعود والهبوط للمريخ (مادف)، وستكون وحدة الاقتراب من القمرين، وهي مُصممة لتضم مركبة أو عدة مركبات اقتراب ليستخدمها الطاقم عند إجراء أعمالهم العلمية على سطح القمرين المريخيين. واقتُرح نموذج مبدئي لهذه المركبة على أن تعمل أولًا على القمر الأرضي، وهي: مركبة لوكهيد مارتين للهبوط القمري.